# Votations fédérales de 2024 en Suisse
Plusieurs votations fédérales sont organisées en 2024 en Suisse.
Les dates des votations fédérales sont fixées au 3 mars, 9 juin, 22 septembre et 24 novembre. L'organisation ou non de votations fédérales à ces dates est communiquée pour chacune d'entre elles quatre mois à l'avance par la Chancellerie fédérale.

## Mars

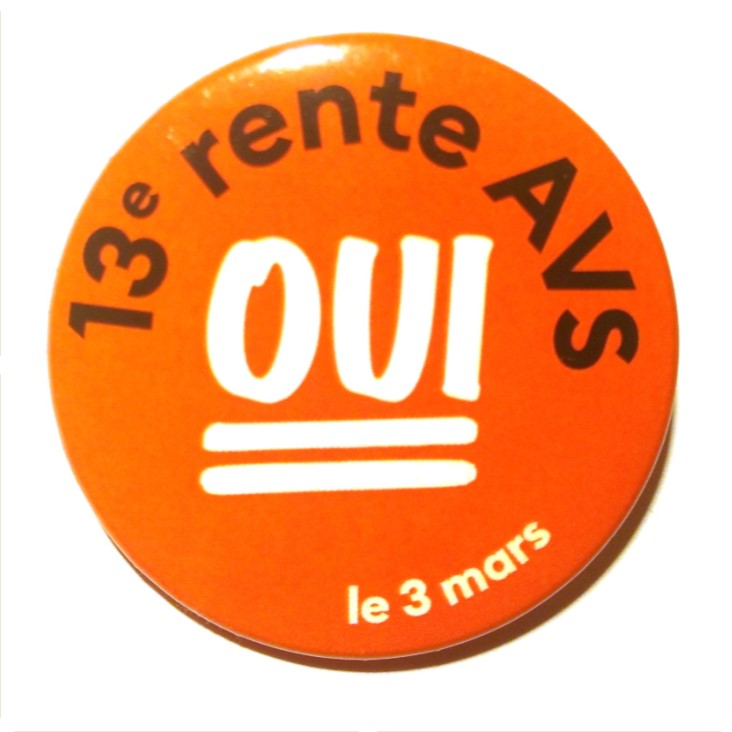
Badge de l'initiative populaire fédérale pour une 13ème rente AVS, acceptée en votation le 3 mars 2024.

Deux objets ont été soumis à la votation le 3 mars, :
1. Initiative populaire « Mieux vivre à la retraite (initiative pour une 13e rente AVS) » ;
2. Initiative populaire du 16 juillet 2021 « Pour une prévoyance vieillesse sûre et pérenne (initiative sur les rentes) ».

La première initiative a été acceptée par la majorité de la population et des cantons, la deuxième a été rejetée. L'initiative pour une 13e rente AVS est ainsi la 26e initiative acceptée par le peuple et les cantons suisses.

### Résultats
| Question                                                                                            | Pour      | Pour  | Contre    | Contre | Blancs | Nuls   | Total     | Inscrits  | Partici- pation | Cantons pour | Cantons pour | Cantons contre | Cantons contre |
| Question                                                                                            | Votes     | %     | Votes     | %      | Blancs | Nuls   | Total     | Inscrits  | Partici- pation | Entiers      | Demi         | Entiers        | Demi           |
| --------------------------------------------------------------------------------------------------- | --------- | ----- | --------- | ------ | ------ | ------ | --------- | --------- | --------------- | ------------ | ------------ | -------------- | -------------- |
| Initiative populaire « Mieux vivre à la retraite (initiative pour une 13e rente AVS) »              | 1 884 096 | 58,30 | 1 350 325 | 41,70  | 17 292 | 11 466 | 3 263 179 | 5 591 446 | 58,36           | 14           | 2            | 6              | 4              |
| Initiative populaire « Pour une prévoyance vieillesse sûre et pérenne (initiative sur les rentes) » | 808 578   | 25,20 | 2 393 930 | 74,80  | 35 638 | 11 909 | 3 250 055 | 5 591 446 | 58,13           | 0            | 0            | 20             | 6              |

## Juin
Quatre objets sont soumis à la votation le 9 juin :
1. Initiative populaire « Maximum 10 % du revenu pour les primes d’assurance-maladie (initiative d’allègement des primes) » ;
2. Initiative populaire « Pour des primes plus basses. Frein aux coûts dans le système de santé (initiative pour un frein aux coûts) » ;
3. Initiative populaire « Pour la liberté et l’intégrité physique » ;
4. Loi fédérale du 29 septembre 2023 relative à un approvisionnement en électricité sûr reposant sur des énergies renouvelables (modification de la loi sur l’énergie et de la loi sur l’approvisionnement en électricité).

### Résultats
| Question | Pour      | Pour  | Contre    | Contre | Blancs | Nuls  | Total     | Inscrits  | Partici- pation | Cantons pour | Cantons pour | Cantons contre | Cantons contre |
| Question | Votes     | %     | Votes     | %      | Blancs | Nuls  | Total     | Inscrits  | Partici- pation | Entiers      | Demi         | Entiers        | Demi           |
| --- | --------- | ----- | --------- | ------ | ------ | ----- | --------- | --------- | --------------- | ------------ | ------------ | -------------- | -------------- |
| Initiative populaire « Maximum 10 % du revenu pour les primes d'assurance-maladie (initiative d’allègement des primes) »                                                                           | 1 117 095 | 44,40 | 1 391 645 | 55,40  | 29 082 | 7 333 | 2 545 155 | 5 599 464 | 45,45           | 7            | 1            | 13             | 5              |
| Initiative populaire « Pour des primes plus basses. Frein aux coûts dans le système de santé (initiative pour un frein aux coûts) »                                                                | 927 386   | 37,20 | 1 563 769 | 62,80  | 43 596 | 7 677 | 2 542 428 | 5 599 464 | 45,40           | 5            | 0            | 15             | 6              |
| Initiative populaire « Pour la liberté et l'intégrité physique » | 655 106   | 26,30 | 1 838 740 | 73,70  | 38 873 | 7 969 | 2 540 688 | 5 599 464 | 45,37           | 0            | 0            | 20             | 6              |
| Loi fédérale relative à un approvisionnement en électricité sûr reposant sur des énergies renouvelables (modification de la loi sur l'énergie et de la loi sur l'approvisionnement en électricité) | 1 717 607 | 68,70 | 781 811   | 31,30  | 36 444 | 7 564 | 2 543 426 | 5 599 464 | 45,42           | 20           | 6            | 0              | 0              |

## Septembre
Deux objets sont soumis à la votation le 22 septembre :
- Initiative populaire « Pour l’avenir de notre nature et de notre paysage (initiative biodiversité) » ;
- Modification de la loi fédérale sur la prévoyance professionnelle (LPP) (réforme de la prévoyance professionnelle).

### Résultats
| Question | Pour    | Pour  | Contre    | Contre | Blancs | Nuls  | Total     | Inscrits  | Partici- pation | Cantons pour | Cantons pour | Cantons contre | Cantons contre |
| Question | Votes   | %     | Votes     | %      | Blancs | Nuls  | Total     | Inscrits  | Partici- pation | Entiers      | Demi         | Entiers        | Demi           |
| --- | ------- | ----- | --------- | ------ | ------ | ----- | --------- | --------- | --------------- | ------------ | ------------ | -------------- | -------------- |
| Initiative populaire « Pour l'avenir de notre nature et de notre paysage (initiative biodiversité) »               | 926 059 | 37,00 | 1 579 467 | 63,00  | 22 737 | 7 698 | 2 535 961 | 5 611 289 | 45,19           | 1            | 1            | 19             | 5              |
| Modification de la loi fédérale sur la prévoyance professionnelle (LPP) (réforme de la prévoyance professionnelle) | 810 569 | 32,90 | 1 655 513 | 67,10  | 53 103 | 8 361 | 2 527 546 | 5 611 289 | 45,04           | 0            | 0            | 20             | 6              |

## Novembre
Une journée de votations est prévue le dimanche 24 novembre 2024, avec 4 objets :
- Arrêté fédéral sur l'étape d'aménagement 2023 des routes nationales ;
- Modification du code des obligations (droit du bail : sous-location) ;
- Modification du code des obligations (droit du bail : résiliation pour besoin propre) ;
- Modification de la loi fédérale sur l’assurance-maladie (financement uniforme des prestations).

### Résultats
| Question                                                                                               | Pour      | Pour  | Contre    | Contre | Blancs | Nuls  | Total     | Inscrits  | Partici- pation | Cantons pour | Cantons pour | Cantons contre | Cantons contre |
| Question                                                                                               | Votes     | %     | Votes     | %      | Blancs | Nuls  | Total     | Inscrits  | Partici- pation | Entiers      | Demi         | Entiers        | Demi           |
| --- | --------- | ----- | --------- | ------ | ------ | ----- | --------- | --------- | --------------- | ------------ | ------------ | -------------- | -------------- |
| Arrêté fédéral sur l'étape d'aménagement 2023 des routes nationales                                    | 1 181 560 | 47,30 | 1 316 505 | 52,70  | 25 141 | 7 064 | 2 530 270 | 5 615 207 | 45,06           | 7            | 4            | 13             | 2              |
| Modification du code des obligations (droit du bail : sous-location)                                   | 1 196 643 | 48,40 | 1 274 818 | 51,60  | 42 203 | 7 765 | 2 521 429 | 5 615 207 | 44,90           | 11           | 5            | 9              | 1              |
| Modification du code des obligations (droit du bail: résiliation pour besoin propre)                   | 1 141 693 | 46,20 | 1 331 134 | 53,80  | 41 516 | 7 667 | 2 522 010 | 5 615 207 | 44,91           | 10           | 4            | 10             | 2              |
| Modification de la loi fédérale sur l’assurance-maladie (LAMal) (financement uniforme des prestations) | 1 302 687 | 53,30 | 1 140 884 | 46,70  | 68 798 | 8 212 | 2 520 581 | 5 615 207 | 44,89           | 14           | 6            | 6              | 0              |